# Karl Storz Endoskope
La società KARL STORZ SE & Co. KG ha sede nel Baden-Württemberg a Tuttlingen dal 1945, produce strumenti e apparecchi nel settore della tecnologia medica. E' specializzata nel settore degli endoscopi e della chirurgia mininvasiva.

## Storia

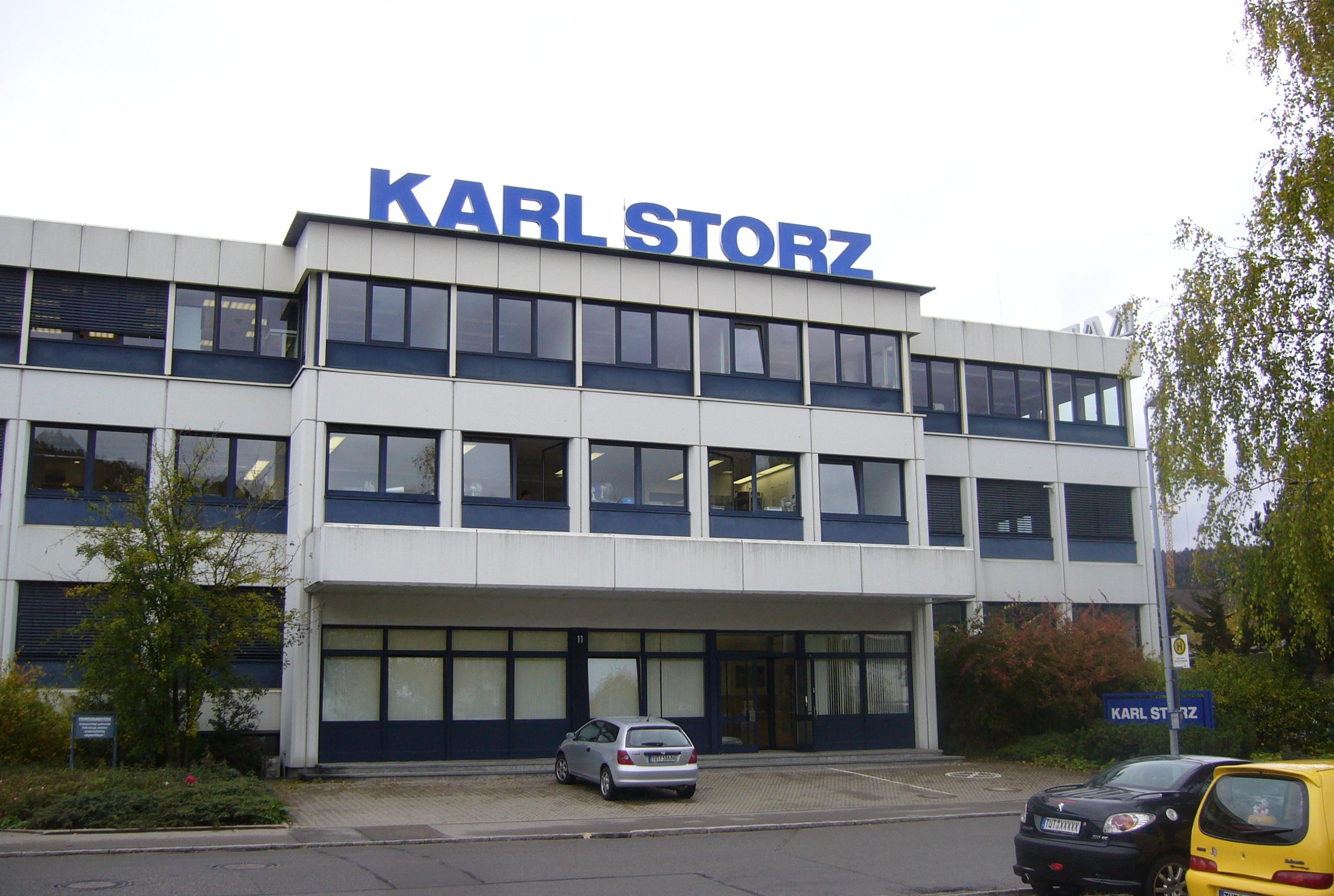
Sede Karl Storz Endoskope a Tuttlingen

Il meccanico chirurgico Karl Storz fondò l'azienda nel 1945 a Tuttlingen e iniziò la produzione di strumenti e lampade per la otorinolaringoiatria. Nel 1971 viene fondata la prima sede negli USA, la KARL STORZ Endoscopy-America, Inc.. Nel 1987 viene prodotto il primo strumento per laparoscopia inizio della storia dell'azienda nella chirurgia mininvasiva.
Dopo la morte del fondatore Karl Storz nel 1996, la società ha iniziato a espandersi con oltre 100 brevetti industriali e aumenti del fatturato del 10-15% annuo.

## Prodotti
L'azienda produce strumenti per la medicina e la medicina veterinaria dal 1989 e per l'industria dal 1976. Il portafoglio prodotti presenta oltre 8.000 articoli che vanno dagli endoscopi alle fonti di luce, illuminatori e telecamere.

## Museo
Esiste il museo aziendale con una mostra interattiva tipo Science Center, che si addentra nei decenni di storia dell'azienda.

### Filmografia
- Reise in den Körper – Medizintechnik von Storz in Tuttlingen. Dokumentarfilm, Deutschland, 2016, 29:48 Min., Buch und Regie: Tamara Spitzing, Produktion: SWR, Reihe: made in Südwest, Erstsendung: 6. April 2016 bei SWR, Inhaltsangabe von ARD, online-Video aufrufbar bis 5. April 2017.

| Controllo di autorità | VIAF (EN) 137587407 · LCCN (EN) no2007104951 |